# Deltentosteus quadrimaculatus
Deltentosteus quadrimaculatus es una especie de peces de la familia de los Gobiidae en el orden de los Perciformes.

## Morfología
Los machos pueden llegar a alcanzar los 8 cm de longitud total.

## Depredadores
En España es depredado por  Ophichthus rufus.

## Hábitat
Es un pez de Mar y, de clima subtropical y demersal que vive hasta los 333 m de profundidad.

## Distribución geográfica
Se encuentra en Argelia

## Observaciones
Es inofensivo para los humanos. 